# Phyllonycteris poeyi
Phyllonycteris poeyi es una especie de murciélago de la familia Phyllostomidae.

## Distribución geográfica
Se encuentra en Cuba, la República Dominicana y Haití.